# Луїс Бакеріса
Луїс Бакеріса (ісп. Loise Bakerisa) (5 вересня 1948) — аргентинський дипломат. Надзвичайний і Повноважний Посол Аргентини в Києві.

## Біографія
Народився 5 вересня 1948 року. Має юридичну освіту.
З 1974 по 1981 — 3-й, 2-й та 1-й секретар посольства Аргентини в СРСР.
З 1981 по 1982 — співробітник МЗС Аргентини.
З 1982 по 1988 — співробітник посольства Аргентини у Великій Британії.
З 1988 по 1990 — співробітник МЗС Аргентини.
З 1990 по 1992 — співробітник посольства Аргентини в США та в Італії.
З 1992 по 1999 — Надзвичайний і Повноважний Посол Аргентини в Києві (Україна).